# Courtemont-Varennes
Courtemont-Varennes es una comuna francesa, situada en el departamento de Aisne, de la región de Alta Francia.

## Demografía
| 248 | 231 | 226 | 250 | 289 | 295 | 297 | 311 |
| Para los censos de 1962 a 1999 la población legal corresponde a la población sin duplicidades (Fuente: INSEE [Consultar]) |     |     |     |     |     |     |     |